# Jennifer Todd
Jennifer Todd (Los Angeles, 3 ottobre 1969) è una produttrice cinematografica statunitense.
Lavora insieme alla sorella minore Suzanne nella Team Todd, società di produzione da loro fondata.

## Carriera
È nata e cresciuta a Los Angeles dove ha frequentato la Buckley School. 
I suoi film includono i tre film Austin Powers, 1 chilometro da Wall Street, il primo, Must Love Dogs, e Memento, per cui ha vinto un Independent Spirit Award per la produzione. Ha lavorato principalmente al fianco della sorella, Suzanne Todd, anche lei produttrice.  È stata nominata per un Emmy per la produzione del film della HBO If These Walls Could Talk 2, e ha vinto il Lucy Awards. 
Ha anche prodotto Across the Universe, interpretato da Evan Rachel Wood e Jim Sturgess e diretto da Julie Taymor, così come The Accidental Husband, diretto da Griffin Dunne, con Uma Thurman, Colin Firth e Jeffrey Dean Morgan.  Recentemente ha prodotto (con Richard D. Zanuck) il film Alice in Wonderland, con protagonista Helena Bonham Carter, Anne Hathaway, Mia Wasikowska e Johnny Depp e diretto da Tim Burton, ed il sequel Alice attraverso lo specchio.
Nel 2025, ha anche co-prodotto, con Steven Spielberg, Il club dei delitti del giovedì, diretto da Chris Columbus.
Jennifer è un membro della Academy of Motion Picture Arts and Sciences ed ha prodotto la cerimonia dei Premi Oscar 2017.

## Vita privata
Vive a Los Angeles e ha due figli con l'attore Chris Messina: Milo (n. 31 maggio 2008) e Giovanni (n. 15 ottobre 2009)